# Tales from the Twilight World
Tales from the Twilight World treći je album njemačkog power metal sastava Blind Guardian. Diskografska kuća No Remorse Records objavila ga je 3. listopada 1990.

## Popis pjesama
Tekstovi: Hansi Kürsch, osim pjesme "To France" kojej autor teksta je Mike Oldfield. 
| 1.    | »Traveler in Time«                      | Kürsch, André Olbrich           | 6:02 |
| 2.    | »Welcome to Dying«                      | Kürsch, Olbrich                 | 4:50 |
| 3.    | »Weird Dreams« (instrumentalna skladba) | Olbrich                         | 1:22 |
| 4.    | »Lord of the Rings«                     | Kürsch, Marcus Siepen           | 3:18 |
| 5.    | »Goodbye My Friend«                     | Kürsch, Olbrich, Thomas Stauch  | 5:36 |
| 6.    | »Lost in the Twilight Hall«             | Kürsch, Olbrich, Siepen, Stauch | 6:02 |
| 7.    | »Tommyknockers«                         | Kürsch, Olbrich                 | 5:13 |
| 8.    | »Altair 4«                              | Kürsch, Olbrich                 | 2:27 |
| 9.    | »The Last Candle«                       | Kürsch, Olbrich                 | 6:02 |
| 40:52 |                                         |                                 |      |

| Bonus pjesma na japonskom izdanju | Bonus pjesma na japonskom izdanju | Bonus pjesma na japonskom izdanju | Bonus pjesma na japonskom izdanju | Bonus pjesma na japonskom izdanju | Bonus pjesma na japonskom izdanju | Bonus pjesma na japonskom izdanju | Bonus pjesma na japonskom izdanju | Bonus pjesma na japonskom izdanju | Bonus pjesma na japonskom izdanju |
| Br.                               | Skladba                           | Skladatelj                        | Trajanje                          |                                   |                                   |                                   |                                   |                                   |                                   |
| --------------------------------- | --------------------------------- | --------------------------------- | --------------------------------- | --------------------------------- | --------------------------------- | --------------------------------- | --------------------------------- | --------------------------------- | --------------------------------- |
| 10.                               | »Run for the Night« (uživo)       | Kürsch, Olbrich, Siepen, Stauch   | 3:42                              |                                   |                                   |                                   |                                   |                                   |                                   |
| 44:34                             |                                   |                                   |                                   |                                   |                                   |                                   |                                   |                                   |                                   |

| Bonus pjesme na reizdanju iz 2003. | Bonus pjesme na reizdanju iz 2003.   | Bonus pjesme na reizdanju iz 2003. | Bonus pjesme na reizdanju iz 2003. | Bonus pjesme na reizdanju iz 2003. | Bonus pjesme na reizdanju iz 2003. | Bonus pjesme na reizdanju iz 2003. | Bonus pjesme na reizdanju iz 2003. | Bonus pjesme na reizdanju iz 2003. | Bonus pjesme na reizdanju iz 2003. |
| Br.                                | Skladba                              | Skladatelj                         | Trajanje                           |                                    |                                    |                                    |                                    |                                    |                                    |
| ---------------------------------- | ------------------------------------ | ---------------------------------- | ---------------------------------- | ---------------------------------- | ---------------------------------- | ---------------------------------- | ---------------------------------- | ---------------------------------- | ---------------------------------- |
| 11.                                | »Lords of the Rings« (demo)          | Kürsch, Siepen                     | 3:57                               |                                    |                                    |                                    |                                    |                                    |                                    |
| 12.                                | »To France« (obrada Mikea Oldfielda) | Mike Oldfield                      | 4:39                               |                                    |                                    |                                    |                                    |                                    |                                    |
| 49:28                              |                                      |                                    |                                    |                                    |                                    |                                    |                                    |                                    |                                    |

## Tekstovi
- "Traveler in Time" baziran je na djelu Dune.
- "Welcome to Dying" baziran je na djelu Floating Dragon.
- "Lord of the Rings" baziran je na djelu Gospodar prstenova.
- "Goodbye My Friend" inspiriran je filmom E.T..
- "Lost in the Twilight Hall" govori o vremenu provedenom "između svjetova" čarobnjaka Gandalfa Sivog nakon što je porazio Balroga iz Morije prije njegove reinkarnacije kak Gandalfa Bijeloga.
- "Tommyknockers" bazirana je na djelu The Tommyknockers.
- "Altair 4" baziran je na djelu The Tommyknockers.
- "The Last Candle" govori o mjestima i događaji iz svemira Dragonlance Margaret Weis i Tracy Hickman, posebno iz trilogija "Kronike" i "Legende".

## Zasluge
Blind Guardian
- Thomas Stauch – bubnjevi
- Hansi Kürsch – vokal, bas-gitara
- André Olbrich – gitara, prateći vokal
- Marcus Siepen – gitara, prateći vokal

Dodatni glazbenici
- Mathias Wiesner – efekti
- Rolf Köhler – prateći vokal
- Hacky Hackmann – prateći vokal
- Kai Hansen – vokal (na pjesmi "Lost in the Twilight Hall"), solo-gitara, prateći vokal

Ostalo osoblje
- Nikolay "Dr. Venom" Simkin – dizajn (ponovno izdanje)
- Kalle Trapp – prateći vokal, produkcija, snimanje, miks
- Piet Sielck – prateći vokal, efekti, drugi inženjer zvuka
- Charly Rinne – izvršna produkcija
- Andreas Marschall – naslovnica
- Buffo Schnädelbach – fotografije